# Bertrand Guy Richard Appora-Ngalanibé
Bertrand Guy Richard Appora-Ngalanibé OP (Bangui, República Centro-Africana, 3 de abril de 1972) é um religioso religioso centro-africano e bispo católico romano de Bambari.
Richard Appora entrou na Ordem Dominicana, fez a profissão perpétua em 2001 e foi ordenado sacerdote em 1º de novembro de 2004.
O Papa Francisco o nomeou Bispo Coadjutor de Bambari em 10 de dezembro de 2016. O Arcebispo de Bangui, Cardeal Dieudonné Nzapalainga CSSp, o consagrou em 25 de março do ano seguinte.
Com a morte do Bispo diocesano Edouard Mathos em 28 de abril de 2017, ele o sucedeu no cargo.